# غرنوقي إيبيري
غرنوقي إيبيري (الاسم العلمي:Geranium ibericum) هو نوع من النباتات يتبع جنس الغرنوقي من الفصيلة الغرنوقية.